# PowerPlay Manager
PowerPlay Manager (navnet stammer fra ishockeybegrebet Powerplay) er et online managerspil fra Slovakiet, som i øjeblikket er tilgængeligt på 35 sprog. Projektet blev officielt annonceret af grundlæggerne i marts 2007 og registreringsprocessen startede i juni 2007 med den første version af managerkontoen. Projektet er ikke lavet af professionelle, men interessen blandt internetsamfundet er enormt. Selvom betaversionen af den først planlagte sport – ishockey ikke er lanceret endnu (planlagt i maj 2008), var der mere end 35.000 registrerede managere i februar 2008.
PowerPlay Manager bliver en samling af online managerspil af de forskellige sportsgrene: fodbold, formel 1, tennis, basketball, baseball, volleyball, biatlon, håndbold og især ishockey.
For at starte med at spille er alt du behøver en computer med internetforbindelse og selvfølgelig en browser. Ligesom de fleste andre sportsmanagerspil som for eksempel Hattrick, vil managere modtage et hold med målet om at klatre op i den bedste division. For at fuldføre dette mål, skal du købe spillere på transfermarkedet, spejde efter nye talenter, finde sponsorer og så videre.
Powerplay Manager var det første projekt nogensinde til at annoncere biatlon som online managerspil!

## Ekstern henvisning
- PowerPlay Managers hjemmeside